# Chevrolet Montana
Der Chevrolet Montana ist ein kleiner Pick-up, den General Motors in Brasilien herstellt und in Südamerika und ähnlichen Märkten verkauft. In Mexiko wurde das Modell als Chevrolet Tornado und in Südafrika als Opel bzw. Chevrolet Corsa Utility (GM4300) bzw. Chevrolet Utility (GM4200) angeboten. Der Montana der ersten Generation basiert auf der Gamma-Plattform des Opel Corsa C (GM4300). Die zweite Generation (ab 2010) basiert auf der älteren GM4200-Plattform des Chevrolet Agile. Auf dem Chevrolet Tracker baut die dritte Generation auf.
Das Modell wurde in São José dos Campos in Brasilien hergestellt. In Mexiko und Südafrika wurde es aus brasilianischen Teilesätzen montiert.

## Erste Generation (2003–2010)
Der Montana wurde serienmäßig mit einem 1,4-l-Reihenvierzylindermotor Econoflex und einem 1,8-l-Reihenvierzylinder-Ottomotor mit 16 Ventilen Flex-Fuel (für Alkoholbetrieb) ausgeliefert. Für einige Märkte, wie zum Beispiel Südafrika, gibt es das Fahrzeug mit anderen Motoren, wie einem 1,4-l-R4-Ottomotor (nur für Benzinbetrieb) oder einem 1,7-l-R4-Dieselmotor mit Turboaufladung von Isuzu. 2009 gab es den Montana in drei Ausführungen: Conquest, Sport und Arena. Die drei Versionen unterscheiden sich im Design und in der Zusatzausstattung.
Die Pritsche kann laut Hersteller mit 735 kg beladen werden.
Die erste Generation des Chevrolet Montana wurde in Südafrika ab 2004 als Opel Corsa Utility angeboten. 2010 erfolgte die Umbenennung in Chevrolet Corsa Utility.

## Zweite Generation (2010–2021)
Ab 2010 basiert der Montana auf dem Chevrolet Agile. Die Zuladung liegt bei 734 kg. Um Windgeräusche zu vermindern wurden 2017 die Seitenschweller überarbeitet. Für den Markt in Südafrika wurde erstmals auf der Johannesburg International Motor Show eine Vorschau auf den Chevrolet Utility gezeigt.

### Technische Daten
|                                            | 1.4                   | 1.8                   |
| ------------------------------------------ | --------------------- | --------------------- |
| Bauzeitraum                                | 2010–2021             | 2010–2021             |
| Motorkenndaten                             |                       |                       |
| Motorart                                   | Ottomotor             | Ottomotor             |
| Motorbauart                                | R4                    | R4                    |
| Hubraum                                    | 1398 cm³              | 1796 cm³              |
| max. Leistung bei min−1                    | 68 kW (92 PS) / 6000  | 77 kW (105 PS) / 5400 |
| max. Drehmoment bei min−1                  | 120 Nm / 3200         | 161 Nm / 3000         |
| Kraftübertragung                           |                       |                       |
| Antrieb                                    | Vorderradantrieb      | Vorderradantrieb      |
| Getriebe, serienmäßig                      | 5-Gang-Schaltgetriebe | 5-Gang-Schaltgetriebe |
| Messwerte                                  |                       |                       |
| Höchstgeschwindigkeit                      | 175 km/h              | 182 km/h              |
| Beschleunigung, 0–100 km/h                 | 12,3 s                | 10,2 s                |
| Kraftstoffverbrauch auf 100 km, kombiniert | 7,2 l Super           | 8,1 l Super           |
| CO2-Emission, kombiniert                   | 171 g/km              | 193 g/km              |
| Tankinhalt                                 | 56 l                  | 56 l                  |

## Dritte Generation (seit 2023)
Die dritte Generation der Baureihe wurde Anfang Dezember 2022 vorgestellt. Die Auslieferungen in Südamerika starteten im Februar 2023. Technisch baut das Fahrzeug auf dem seit 2019 gebauten Chevrolet Tracker auf. Von diesem übernimmt es den aufgeladenen 1,2-Liter-Flexfuel-Ottomotor mit maximal 98 kW (133 PS). Der Montana hat entweder ein 6-Gang-Schaltgetriebe oder ein 6-Gang-Automatikgetriebe und ausschließlich Vorderradantrieb.

### Technische Daten
|                                            | 1.2 Turbo                |
| ------------------------------------------ | ------------------------ |
| Bauzeitraum                                | seit 02/2023             |
| Motorkenndaten                             |                          |
| Motorart                                   | Ottomotor                |
| Motorbauart                                | R3                       |
| Hubraum                                    | 1199 cm³                 |
| max. Leistung bei min−1                    | 98 kW (133 PS) / 5500    |
| max. Drehmoment bei min−1                  | 210 Nm / 2000–4500       |
| Kraftübertragung                           |                          |
| Antrieb                                    | Vorderradantrieb         |
| Getriebe, serienmäßig                      | 6-Gang-Schaltgetriebe    |
| Getriebe, optional                         | 6-Gang-Automatikgetriebe |
| Messwerte                                  |                          |
| Höchstgeschwindigkeit                      | 180 km/h                 |
| Beschleunigung, 0–100 km/h                 | 10,1 s                   |
| Kraftstoffverbrauch auf 100 km, kombiniert | 7,7 l Super              |
| Tankinhalt                                 | 44 l                     |

## Mexiko
Der Montana ersetzte im Modelljahr 2004 den alten Chevrolet Pickup auf Basis des Opel Corsa B, aber unter dem Namen Tornado. Er basierte bis 2011 auf dem Opel Corsa C und das obwohl der Corsa C seit Ende 2008 in Mexiko nicht mehr angeboten wurde. Ab 2011 wurde die zweite Generation angeboten.